# Godech
Godech (en búlgaro: Годеч) es una ciudad de Bulgaria en la provincia de Sofía.

## Geografía
Se encuentra a una altitud de 708 m s. n. m. a 50 km de la capital nacional, Sofía.

## Demografía
Según estimación 2012 contaba con una población de 3967 habitantes.
|         | 2004  | 2005  | 2006  | 2007  | 2008  | 2009  | 2010  | 2011  |
| Mujeres | 2 393 | 2 357 | 2 310 | 2 282 | 2 269 | 2 227 | 2 202 | 2 206 |
| Varones | 2 363 | 2 306 | 2 262 | 2 225 | 2 208 | 2 180 | 2 153 | 2 177 |
| Total   | 4 756 | 4 663 | 4 572 | 4 507 | 4 477 | 4 407 | 4 355 | 4383  |